# Evangeliario de Ostromir

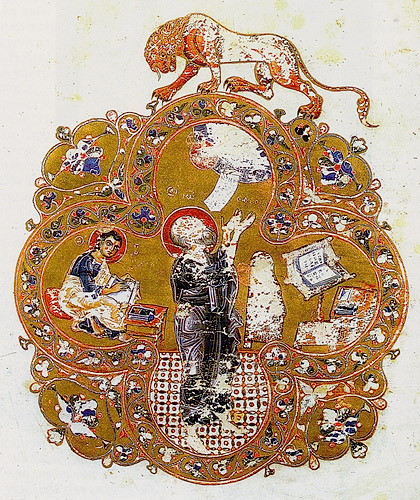
El evangelista Juan

El Evangeliario de Ostromir es el libro más antiguo conocido escrito en antiguo eslavo eclesiástico en la Rus de Kiev. 
En ucraniano se llama Остромирове Євангеліє (Ostromýrove Evánhelie), en ruso se llama Остромирово Евангелие [Ostromírovo Yevánguelie].
Está manuscrito sobre pergamino, empleando el alfabeto cirílico, por el diácono Gregorio para su patrón, el posádnik Ostromir de Nóvgorod, en 1056 o 1057, probablemente como un regalo para un monasterio. Es posterior al Códice de Nóvgorod (en:Novgorod Codex) también inscrito en antiguo eslavo eclesiástico, alrededor del año 1010, en unas tablillas de tilo cubiertas de cera.

## El libro
El libro es un leccionario iluminado de los Evangelios que contiene sólo lecturas de días festivos y de los domingos. Está escrito en una letra grande uncial en dos columnas en 294 hojas de pergamino del tamaño de 20 × 24 cm. Cada página contiene 18 líneas. El libro se cierra con una nota del escriba sobre las circunstancias de su creación.  
Sobreviven tres retratos de evangelistas a toda página, por dos artistas diferentes, y muchas páginas tienen elementos decorativos. El cercano parecido entre estas y las páginas equivalentes en el Evangeliario de Mstislav (en:Mstislav Gospel) sugiere que ambas se basan en un prototipo común, hoy perdido. Los dos artistas que produjeron los retratos de evangelistas están ambos muy influidos por los modelos bizantinos, pero el estilo de los retratos de los santos Marcos y Lucas parecen derivar de las placas esmaltadas bizantinas más que de manuscritos.  

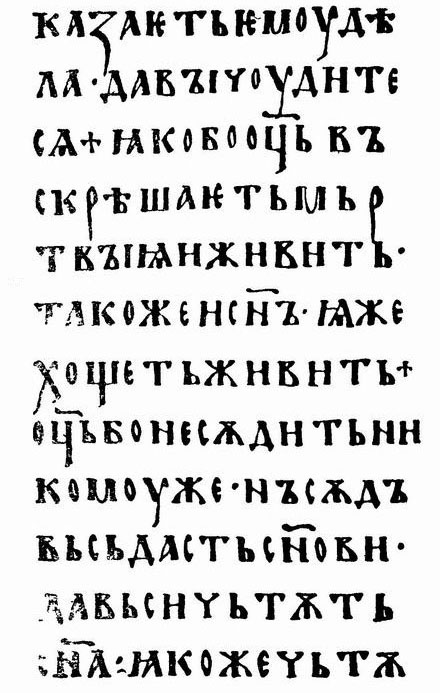

Más manuscritos rusos antiguos han sobrevivido de Nóvgorod, que nunca fue ocupado por los mongoles, que en ningún otro centro.

## Historia posterior
Se cree que el libro fue tomado de uno de los monasterios de Nóvgorod a la colección personal de los zares en el Kremlin de Moscú, donde se registraron por vez primera en 1701. Pedro el Grande ordenó que se llevasen a San Petersburgo, donde no se los menciona hasta 1805, cuando fue descubierto en el vestidor de Catalina II.
El evangeliario fue depositado en la Biblioteca Pública Imperial en San Petersburgo, donde se conserva. Aleksandr Vostókov fue el primero en estudiarlo en profundidad, demostrando que el eslavo eclesiástico del manuscrito refleja el telón de fondo lingüístico de antiguo eslavo oriental del escriba. La primera edición facsímil fue publicada bajo la supervisión de Vostókov en 1843. 
En 1932, la cubierta del libro, tachonada de gemas, indujo a un fontanero a romper la caja, llevarse la envoltura y esconder el pergamino detrás de una estantería. Aunque el libro se recuperó rápidamente, no se ha proporcionado una cubierta de repuesto al libro.